# Сингх, Девиндер
Девиндер Сингх (англ. Devinder Singh, 7 декабря 1952) — индийский хоккеист (хоккей на траве), защитник. Олимпийский чемпион 1980 года.

## Биография
Девиндер Сингх родился 7 декабря 1952 года в деревне Бехла в Пенджабе.
Учился в колледже ДАВ в Джаландхаре.
Играл в хоккей на траве за полицию Пенджаба.
В 1980 году дебютировал в сборной Индии в розыгрыше Трофея чемпионов в Карачи.
В том же году вошёл в состав сборной Индии по хоккею на траве на летних Олимпийских играх в Москве и завоевал золотую медаль. Играл на позиции защитника, провёл 6 матчей, забил 8 мячей (четыре в ворота сборной Танзании, два — Кубе, по одному — Польше и СССР).
После Олимпиады за сборную не играл.
Хоккейным кумиром считает нидерландского нападающего Пауля Литьенса.